# Simonfa
Simonfa község Somogy vármegyében, a Kaposvári járásban.

## Fekvése
A megyeszékhely Kaposvár déli szomszédságában fekszik, a Zselicben. A közvetlenül határos települések: észak felől Kaposvár, északkelet felől Cserénfa, kelet felől Kaposgyarmat, dél felől Bőszénfa, északnyugat felől pedig Zselicszentpál.

### Megközelítése
Legfontosabb közúti megközelítési útvonala a Szigetvár-Kaposvár-Balatonszemes között húzódó 67-es főút, mely a belterületének nyugati széle mellett halad el. A 67-esről három helyen is le lehet térni a falu belsőbb részei felé, de oda a főúttól csak önkormányzati utak vezetnek.
Vasútvonal az egész zselici térséget nem érinti, a legközelebbi vasúti csatlakozási lehetőséget a több vasútvonal által is érintett Kaposvár vasútállomás kínálja, nagyjából 10 kilométerre északra.

## Története
Simonfa nevét 1421-ben említette először oklevél Symonfalwa alakban írva, mikor Zsigmond királytól a Tamási család kapta meg adományként Illyemindszenti János itteni birtokait. 1536-ban Fanchy János és Péter voltak a település földesurai. Az 1554 évi török kincstári adólajstromban csak 6, az 1571 éviben pedig 10 házzal volt felvéve. 1598-1599-ben Dersffy Ferenc birtokaként említették az oklevelekben. Az 1660 évi dézsmaváltság jegyzékében a szigligeti vár tartozékai között sorolták fel. 1715-ben 8 háztartását írták össze, ekkor Guary Gábor birtoka volt, majd 1726-ban a gróf Harrach, 1733-ban a Hunyady családé, 1767-ben és 1776-tól a Somssich családé volt. 
A 20. század elején Somogy vármegye Kaposvári járásához tartozott.
1910-ben 705 lakosából 592 magyar, 112 német volt. Ebből 703 római katolikus volt.

## Közélete

### Polgármesterei
- 1990–1992: Szentes Gyula (FKgP)[3]
- 1992–1994: Endrédi Piroska[forrás?][4]
- 1994–1998: Bodrog Gábor (független)[5]
- 1998–2002: Bodrog Gábor (független)[6]
- 2002–2006: Bodrog Gábor (független)[7]
- 2006–2010: Bodrog Gábor (független)[8]
- 2010–2014: Bodrog Gábor (Fidesz-KDNP)[9]
- 2014–2019: Bodrog Gábor (Fidesz-KDNP)[10]
- 2019–2024: Bodrog Gábor (Fidesz-KDNP)[11]
- 2024– : Bodrog Gábor (Fidesz-KDNP)[1]

A településen 1992. december 20-án időközi polgármester-választás zajlott, egyelőre tisztázatlan okból.

## Népesség
A település népességének változása:
| Lakosok száma | 358  | 345  | 345  | 357  | 339  | 352  | 364  |
|               | 2013 | 2014 | 2015 | 2021 | 2022 | 2023 | 2024 |

A 2011-es népszámlálás során a lakosok 98,6%-a magyarnak, 15,3% cigánynak, 0,3% horvátnak, 0,6% németnek, 0,3% örménynek, 0,3% románnak, 0,6% szlováknak mondta magát (1,4% nem nyilatkozott; a kettős identitások miatt a végösszeg nagyobb lehet 100%-nál). A vallási megoszlás a következő volt: római katolikus 70,5%, református 2,8%, evangélikus 1,7%, felekezet nélküli 6,8% (17,6% nem nyilatkozott).
2022-ben a lakosság 91,7%-a vallotta magát magyarnak, 3,5% cigánynak, 2,4% németnek, 0,3% románnak, 0,3% horvátnak, 2,7% egyéb, nem hazai nemzetiségűnek (7,1% nem nyilatkozott; a kettős identitások miatt a végösszeg nagyobb lehet 100%-nál). Vallásuk szerint 54% volt római katolikus, 2,9% református, 0,6% evangélikus, 0,3% egyéb keresztény, 0,3% egyéb katolikus, 10,3% felekezeten kívüli (31,6% nem válaszolt).

## Nevezetességei
Simonfa fő látványossága a természeti környezet. A falun több turistaút is áthalad, köztük a Rockenbauer Pál Dél-dunántúli Kéktúra és a „Négy fa” nevű túra zölddel jelzett útvonala is. A település felső részén egymás közelében két turistaház is található.

## Képek

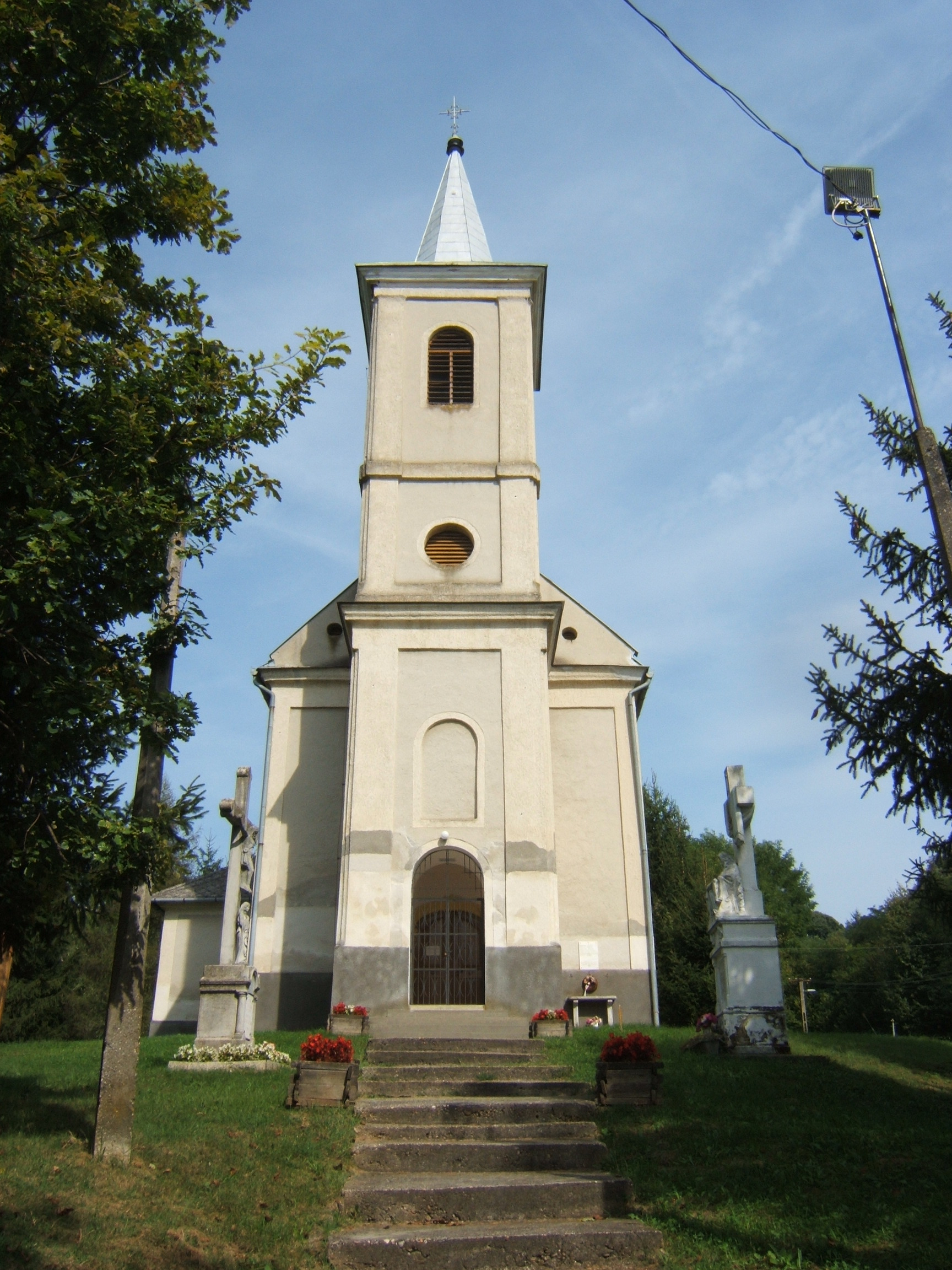
Simonfa temploma
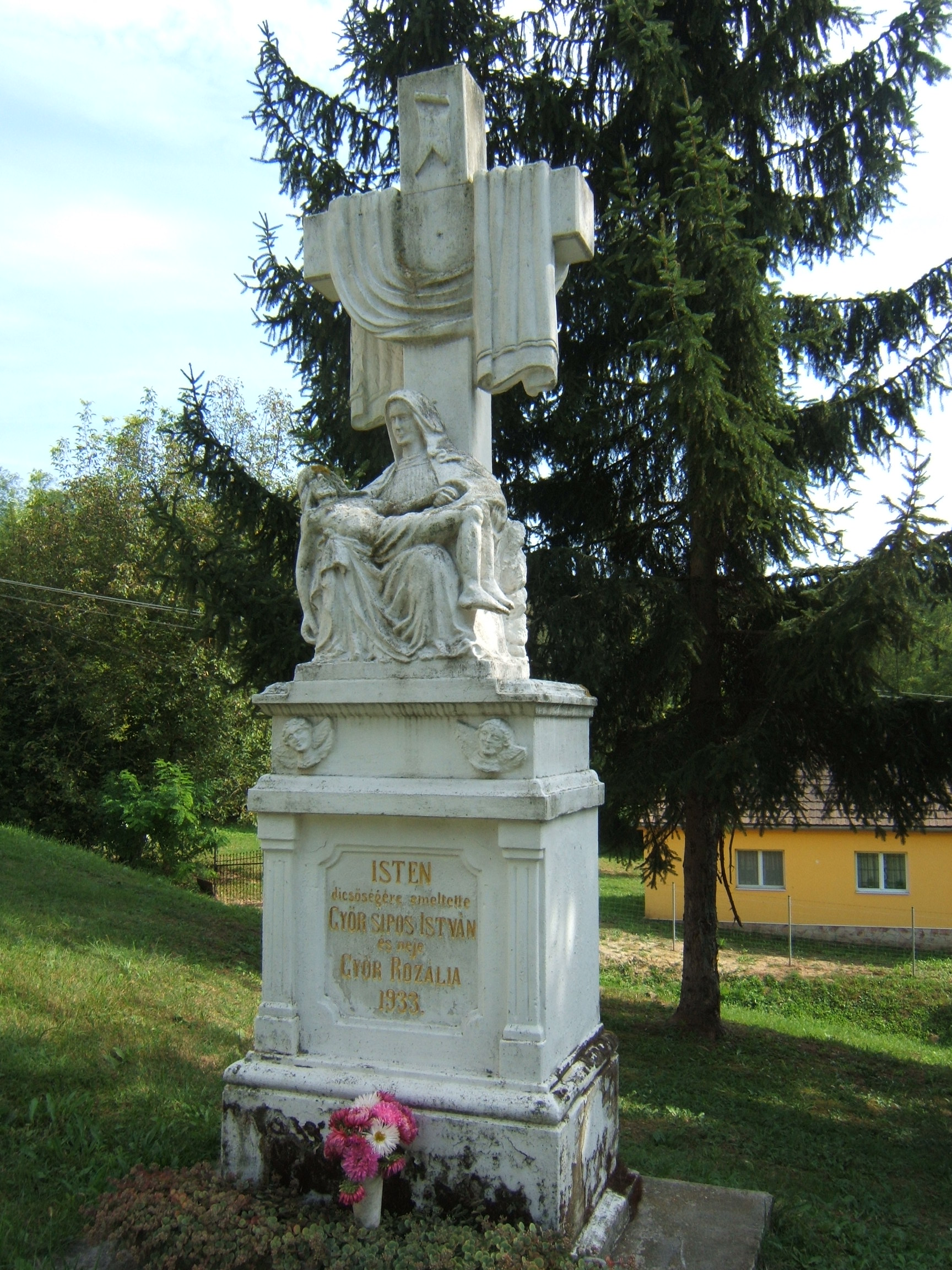
92 éves kőkereszt a templom mellett
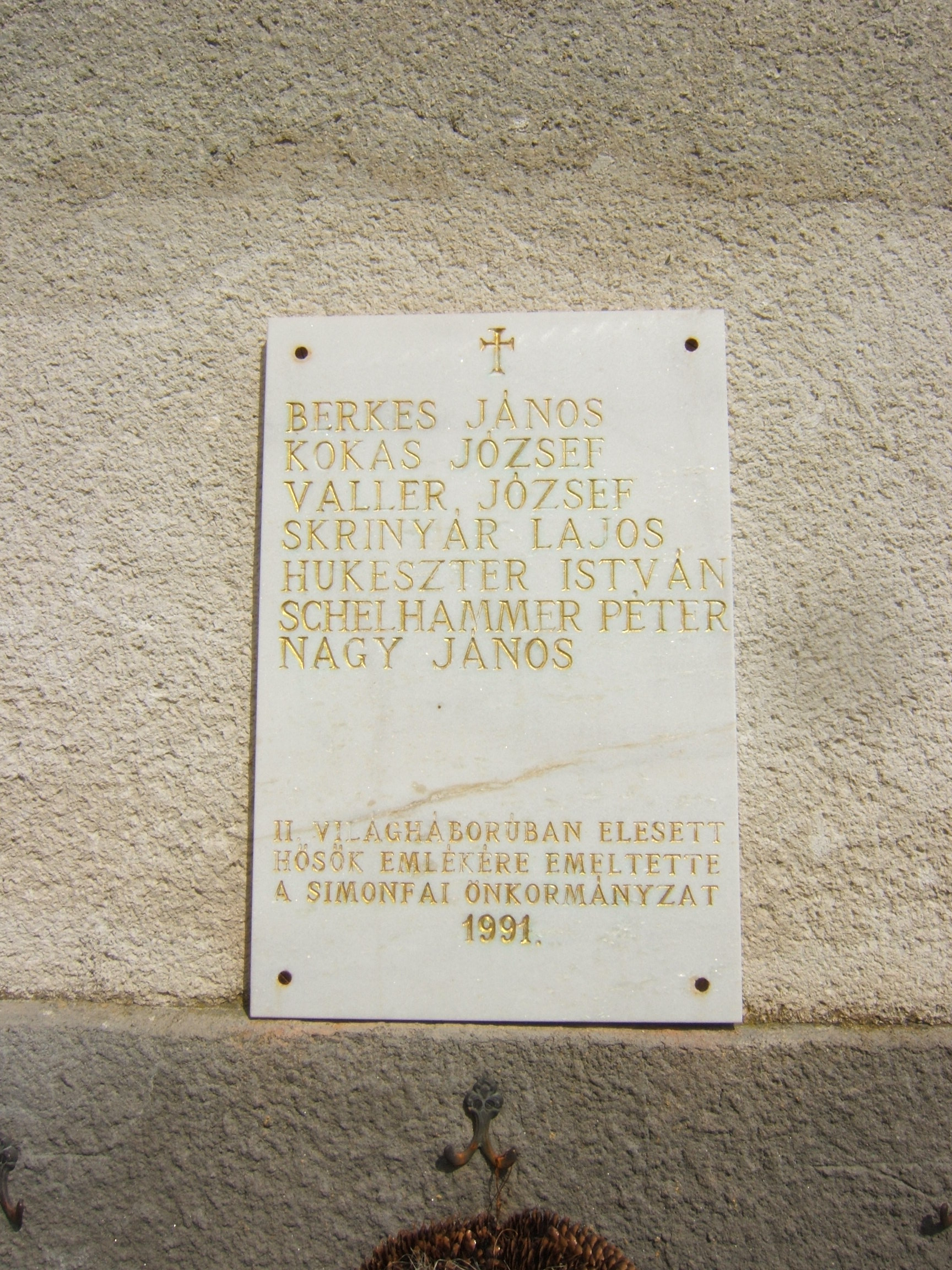
A második világháború hősi halottainak emléktáblája a templom falán